# Гранд Банк
Гранд Банк (енгл. Grand Banks) део је северноамеричког епиконтиненталног појаса југоисточно од Њуфаундленда који обухвата неколико подводних платоа у Атлантском океану, међу којима су најважнији Гранд, Грин и Ст. Пјер и протежу се на југозапад до Џорџ Банка.
Гранд Банк је познат као рибарско подручје, али је препознатљив и по непредвидивом мору на коме се догодило неколико великих катастрофа. На његовом подручју сусрећу се хладна лабрадорска и топла голфска струја изнад којих ваздушне масе често изазивају густе магле, а велике олује и повремени ледени ветрови су додатна опасност за бродове и рибаре.
Оно што је опасно за људе погодује рибама којих има обиљe врста као што су бакалар, харинга, скуша и друге врсте. Дубине мора крећу се од 55 па све до 180 метара.
На подручју Гранд Банка трагало се и за нафтом, а у фебрyару 1982. догодила се несрећа, када је узбуркано море прогутало нафтну платформу Оушн Рејнџер и сва 84 члана посаде.
Гранд Банк први пут спомиње 1498. италијански истраживач Џон Кабот.